# Zwergsechsaugenspinnen
Die Zwergsechsaugenspinnen oder nur Zwergsechsaugen (Oonopidae) sind eine Familie der Ordnung der Webspinnen. Die Familie ist in vielen Teilen der Welt verbreitet.

## Merkmale

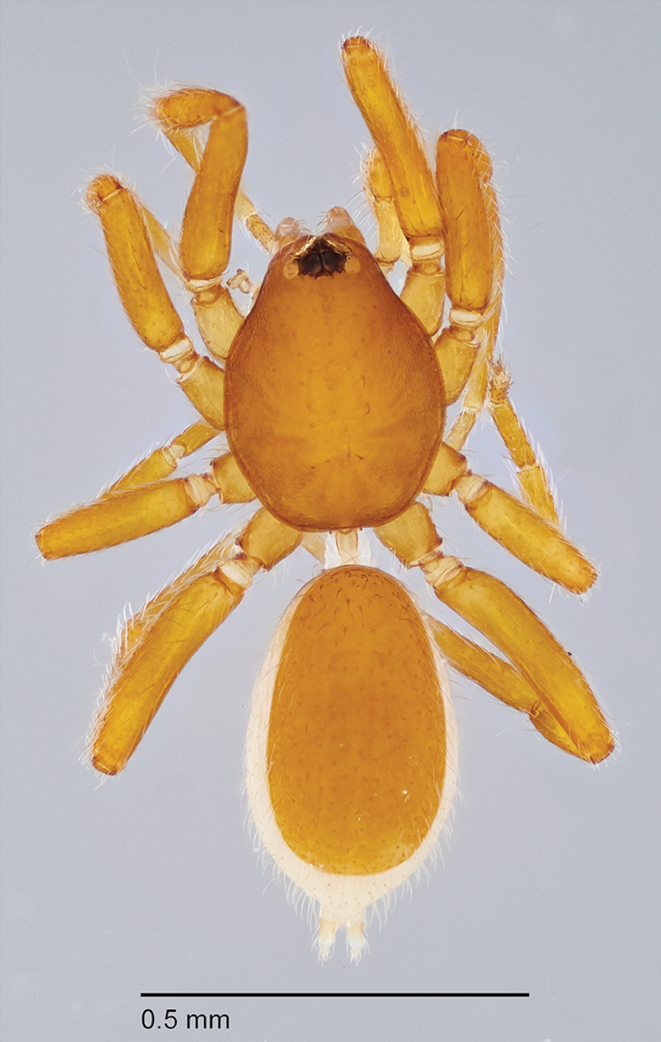
Männchen von Niarchos normani

Bei den Zwergsechsaugen handelt es sich um sehr kleine Spinnen mit einer Körperlänge von einem bis drei Millimetern. Die Spinnen sind zumeist kurzbeinig. Während einige Arten, etwa die der Gattung Orchestina, einen eher weichen Körperbau besitzen, ist dieser bei anderen Vertretern, etwa denen der Rotbraunen Zwergsechsaugen (Opopaea) stärker sklerotisiert (mit Skleriten, bzw. Hartteilen bedeckt).
Innerhalb der Familie können auch die Form des Carapax (Rückenschild des Prosomas bzw. Vorderkörpers) und die Augenstellung je nach Gattung stark variieren. Entsprechend dem Trivialnamen besitzen die Zwergsechsaugenspinnen zumeist sechs verhältnismäßig große Augen. Bei einigen Arten sind es jedoch weniger. Die meisten Vertreter der Zwergsechsaugenspinnen besitzen auf dem Opisthosoma (Hinterleib) ein Scutum (sklerotisierter bzw. verhärteter Bereich). Die Färbungen der Spinnen fallen oftmals blass gelblich, hellorange oder rötlich aus.

### Sexualdimorphismus
Bei einigen Gattungen der Zwergsechsaugen besteht ein starker Sexualdimorphismus (Unterschied der Geschlechter), der besonders durch spezielle Charakteristika der Männchen ausgemacht wird. Ein Beispiel ist die Gattung Unicorn (engl. für „Einhorn“), bei der die männlichen Tiere einen hornartigen Fortsatz am Clypeus (Abschnitt zwischen dem vorderen Augenpaar und dem Rand des Carapax) aufweisen, während Männchen der Gattung Cavisternum verlängerte Cheliceren (Kieferklauen) und ein konkaves Sternum (Brustschild des Prosomas) besitzen.

### Genitalmorphologische Merkmale

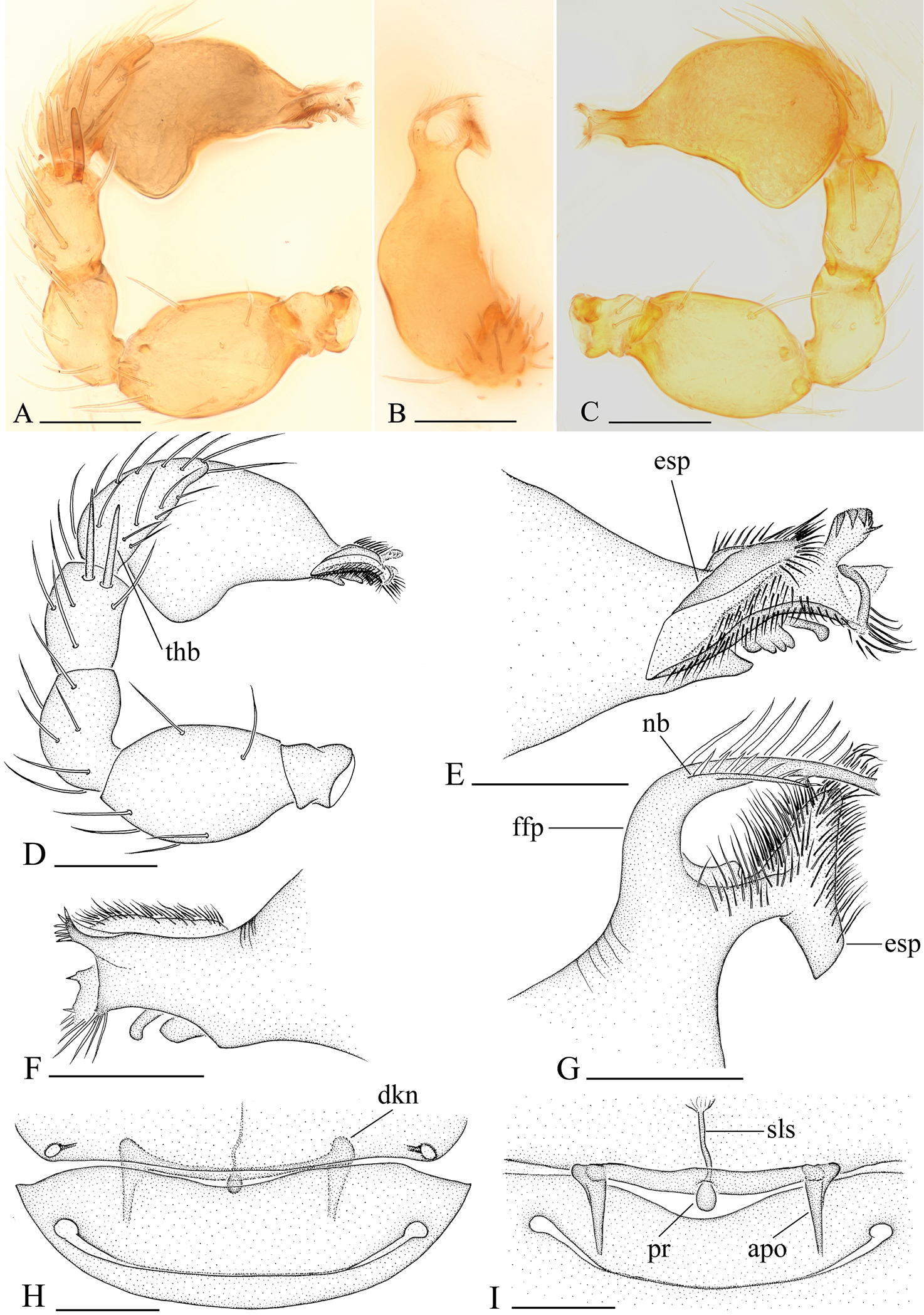
Männliche und weibliche Geschlechtsorgane von Bannana crassispina

Die Bulbi (männliche Geschlechtsorgane) der Zwergsechsaugenspinnen sind bei den verschiedenen Gattungen innerhalb der Familie sehr vielfältig gebaut und erscheinen bei einigen vergleichsweise bizarr. Bei den Asiatischen Zwergsechsaugen (Ischnothyreus) sind sie vollständig sklerotisiert und pechschwarz gefärbt. Bei Arten der Gattungen Camptoscaphiella sind die Patellae (Glieder zwischen Femora bzw. Schenkeln und Tibien bzw. Schienen) der Bulbi stark vergrößert.
Die weiblichen Tiere der Zwergsechsaugenspinnen verfügen wie alle der Teilordnung Haplogynae angehörigen Spinnen über keine Epigyne (sklerotisierte Platte mit Einführöffnungen). Wie die männlichen Genitalien können auch die weiblichen innerhalb der Familie sehr variabel ausgebildet sein. Bei einigen sind die Spermatheken (Samentaschen) blind geschlossen, während der Aufbau anderer denen von Spinnen der Teilordnung Entelegynae ähnelt.

## Verbreitung

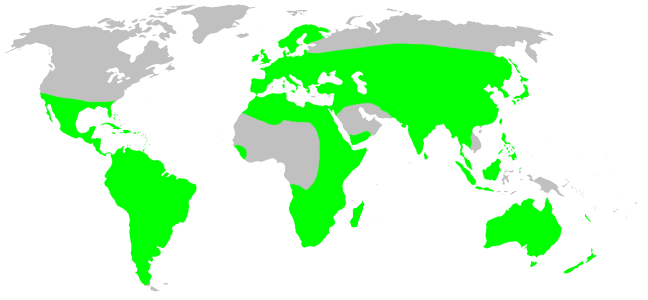
Verbreitungskarte der Sechsaugenspinnen

Die Zwergsechsaugenspinnen bewohnen vorzugsweise die tropischen Gebiete der Welt. Einige kommen auch in der Gemäßigten Zone vor. In diesen Erdteilen bewohnen die Arten der Familie äußerst vielfältige Habitate, wie Wüsten, Savannen, Mangroven und Regenwälder.
Im deutschsprachigen Raum gibt es nur fünf etablierte Arten der Zwergsechsaugen. Davon leben einige in Mitteleuropa synanthrop, sind also an menschliche Siedlungsbereiche gebunden und wurden einst aus anderen Gebieten der Welt eingeschleppt. Die fünf zuvor erwähnten Arten und die deutschsprachigen Länder, in denen sie vorkommen, sind:
- Rinden-Zwergsechsauge (Cortestina thaleri) - Österreich
- Haus-Zwergsechsauge (Oonops domesticus) - Deutschland & die Schweiz
- Gewöhnliches Zwergsechsauge (Oonops pulcher) - Deutschland, Österreich & die Schweiz
- Efeu-Pergamentspinne (Tapinesthis inermis) - Deutschland, Österreich & die Schweiz
- Jungfrau-Honigspinne (Triaeris stenaspis) - Deutschland & die Schweiz

## Lebensweise

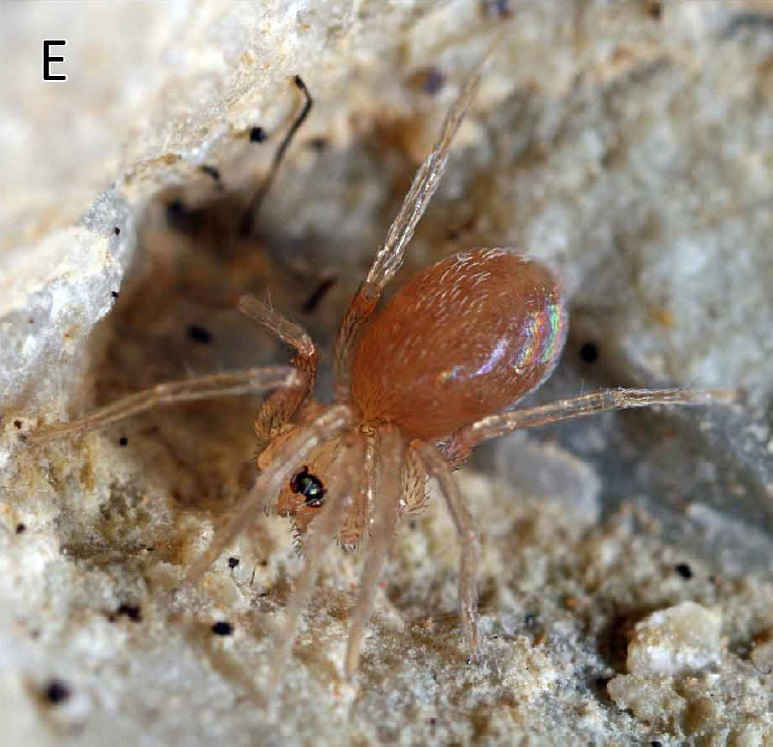
Aktives Weibchen der Efeu-Pergamentspinne (Tapinesthis inermis)

Die Zwergsechsaugenspinnen sind nachtaktiv. In freier Natur sind einige von ihnen Bodenbewohner, während andere Bäume oder Höhlen bewohnen. Ansonsten ist über die Biologie dieser Spinnen wenig bekannt. Die Tiere bewegen sich oftmals langsam und schleichend fort und reagieren bei Störungen mit kurzen Schnellsätzen. Vom Hurtigen Zwergsechsauge (Ischnothyreus velox) sind auch schnelle und huschende Fortbewegungen bekannt. Netzbauaktivitäten konnten bei den Zwergsechsaugenspinnen bisher nur teilweise festgestellt werden. Dabei handelt es sich um Wohngespinste, in denen auch die Häutungen der Spinnen stattfinden.

### Jagdverhalten und Beutefang
Die Zwergsechsaugenspinnen leben wie fast alle Spinnen räuberisch und jagen nach bisherigen Kenntnissen freilaufend als Hetzjäger, legen also kein Spinnennetz für den Beuteerwerb an. Zu den Beutetieren zählen andere kleine Gliederfüßer, etwa Ofenfischchen, Milben und Springschwänze.
Von einigen Zwergsechsaugenspinnen ist auch bekannt, dass sie sich von Beutetieren anderer Spinnen ernähren. Dafür begeben sie sich in die Netze anderer, deutlich größerer Spinnen und bedienen sich an den Beuteresten dieser. Das Gewöhnliche Zwergsechsauge (Oonops pulcher) stiehlt allem Anschein auch direkt kleinere Beutetiere von netzbauenden Spinnen.

### Lebenszyklus
Auch der Lebenszyklus der Zwergsechsaugenspinnen war lange Zeit ungeklärt, doch konnten hier mittlerweile neue Erkenntnisse gesammelt werden. Die Weibchen der Gattungen Orchestina und Silhouettella paaren sich manchmal mit mehreren Männchen, wobei die weiblichen Tiere der Gattung Silhouettella nicht selten während der Paarung das Sperma des vorherigen Geschlechtspartners abwirft. Die Jungfrau-Honigspinne (Triaeris stenaspis) pflanzt sich nach bisherigen Kenntnissen ausschließlich pathogenetisch (ungeschlechtlich) fort. Von dieser Art sind keine Männchen bekannt.
Weibliche Zwergsechsaugenspinnen legen nach einer Paarung des Öfteren verglichen mit anderen Spinnen wenige, aber große Eier ab. Bei dem Haus- (Oonops domesticus) und dem Gewöhnlichem Zwergsechsauge (Oonops pulcher) sowie bei der Efeu-Pergamentspinne (Tapinesthis inermis) werden lediglich Gelege produziert, die zwei Eier enthalten. Eikokons des Rinden-Zwergsechsauges (Cortestina thaleri) enthalten sogar nur ein einziges, aber dafür sehr großes Ei. Der Kokon wird vermutlich bei vielen Arten vom Weibchen bewacht.
Wie für kleinere Spinnen üblich, benötigen die Jungtiere der Zwergsechsaugen nur wenige Häutungen, um die Geschlechtsreife zu erlangen. Bei der Efeu-Pergamentspinne sind es lediglich drei Fresshäute (Häutungsstadien), die die heranwachsenden Spinnen durchlaufen. Die postembryonale Phase beläuft sich bei den Rinden-Zwergsechsaugen (Cortestina) ebenfalls auf drei Phasen.

## Systematik
Die Familie der Sechsaugenspinnen wurde 1890 von Eugène Simon erstbeschrieben, wofür er sich an der Biologie und Morphologie der Spinnen orientierte. Er legte allerdings, wie im 19. Jahrhundert, keine formalen Morphologieregularien für die Familie fest. Simon teilte die Familie der Zwergsechsaugen 1893 in seinem Werk Histoire naturelle des araignées in zwei Gruppen, die „Oonopidae molles“ (Weichkörper-Zwergsechsaugenspinnen) und die „Oonopidae loricatae“ (Gepanzerte Zwergsechsaugenspinnen) ein, die in nachfolgender Literatur oftmals als zwei Unterfamilien der Zwergsechsaugen, die Oonopinae und die Gamasomorphinae geführt wurden. Dazu wurde auch erwogen, die monotypischen (nur eine Gattung umfassenden) Unterfamilien der Orchestininae und die der Pseudogamasomorphinae einzuführen, was später jedoch verworfen wurde.
Insbesondere im 20. Jahrhundert wurden viele Spinnenarten beschrieben, die den Zwergsechsaugenspinnen zugerechnet wurden. Allerdings wurden viele der Gattungen mangelhaft beschrieben und illustriert. Dazu wurde die taxonomische Einteilung der Zwergsechsaugenspinnen oftmals durch verloren gegangene oder beschädigte Holotyp-Exemplare, wie bei der Gattung Australoonops beeinflusst. Bei einigen Gattungen, etwa Aprusia und Camptoscaphiella wurden außerdem heranwachsende Tiere als Holotypen verwendet. Erschwert wurde eine taxonomische Einteilung der Familie auch durch eine vielzahlige Anlegung von monotypischen Gattungen. Eine 2006 stattgefundene Revision der Zwergsechsaugen hat die Gesamtsituation der Taxonomie der Familie allerdings erheblich verbessert. Bei dieser Revision wurde eine Vielzahl von Taxa der Familie überarbeitet und neue beschrieben.

### Phylogenetische Stellung
Die Familie der Zwergsechsaugenspinnen zählen innerhalb der Teilordnung der Haplogynae zur Überfamilie der Dysderoidea. Die mit ihnen am nächsten verwandte Familie und somit Schwestergruppe innerhalb dieser ist die der Orsolobidae. Gemeinsame Merkmale beider Familien sind das Vorhandensein von nur zwei Klauen an den Tarsen (Fußgliedern), deren Zähnungen auf beiden Seiten kammartig gefächert sind. Diese dienen bei beiden Familien der Propriozeption (Eigenwahrnehmung).
Die Monophyse der Zwergsechsaugenspinnen wurde noch nicht ausreichend überprüft, was im Anbetracht der hohen morphologischen Vielfalt innerhalb der Familie im Bezug auf die Kladistik notwendig wäre. Ein Grund, der für die Sechsaugenspinnen als taxonomische Gruppierung spricht, ist, dass bei allen Arten, die zu dieser Familie gehören, vollständig miteinander verwachsene Hoden besitzen.
Die innere Phylogenese der Zwergsechsaugenspinnen ist wenig erforscht. Umfassende phylogenetische Analysen wurden noch nicht durchgeführt und nur wenige Autoren haben die interfamiliären Stellungen der Familie thematisiert. Allerdings ließ sich mittlerweile belegen, dass die Rinden-Zwergsechsaugen (Cortestina) sowie die Gattungen Orchestina, Unicorn und Xiombarg die primitivsten Arten innerhalb der Familie aufweisen. Bei diesen Gattungen sind die Samenleiter innerhalb der Bulbi der männlichen Tiere stark sklerotisiert. Außerdem sind die Augen H-förmig angelegt. Diese Eigenschaften finden sich auch bei Arten der Familie der Orsolobidae wieder.

### Gattungen
Der World Spider Catalog listet für die Zwergsechsaugenspinnen 1871 Arten, die in 114 Gattungen aufgeteilt sind. Die Gattungen sind folgende:
- Anophthalmoonops Benoit, 1976
- Antoonops Fannes & Jocqué, 2008
- Aposphragisma Thoma, 2014
- Aprusia Simon, 1893
- Aschnaoonops Makhan & Ezzatpanah, 2011
- Australoonops Hewitt, 1915
- Bannana Tong & Li, 2015
- Bidysderina Platnick, Dupérré, Berniker & Bonaldo, 2013
- Bipoonops Bolzern, 2014
- Birabenella Grismado, 2010
- Blanioonops Simon & Fage, 1922
- Kobold-Zwergsechsaugen (Brignolia) Dumitrescu & Georgescu, 1983
- Caecoonops Benoit, 1964
- Camptoscaphiella Caporiacco, 1934
- Cavisternum Baehr, Harvey & Smith, 2010
- Rinden-Zwergsechsaugen (Cortestina) Knoflach, 2009
- Costarina Platnick & Dupérré, 2011
- Cousinea Saaristo, 2001
- Coxapopha Platnick, 2000
- Dalmasula Platnick, Szüts & Ubick, 2012
- Diblemma O. Pickard-Cambridge, 1908
- Dysderina Simon, 1891
- Dysderoides Fage, 1946
- Emboonops Bolzern, Platnick & Berniker, 2015
- Escaphiella Platnick & Dupérré, 2009
- Farqua Saaristo, 2001
- Gamasomorpha Karsch, 1881
- Gradunguloonops Grismado, Izquierdo, González & Ramírez, 2015
- Grymeus Harvey, 1987
- Guaraguaoonops Brescovit, Rheims & Bonaldo, 2012
- Guatemoonops Bolzern, Platnick & Berniker, 2015
- Stachelpalpen-Zwergsechsaugen (Heteroonops) Dalmas, 1916
- Hexapopha Platnick, Berniker & Víquez, 2014
- Himalayana Grismado, 2014
- Hortoonops Platnick & Dupérré, 2012
- Hypnoonops Benoit, 1977
- Hytanis Simon, 1893
- Asiatische Zwergsechsaugen (Ischnothyreus) Simon, 1893
  - Hurtiges Zwergsechsauge (I. velox) Jackson, 1908
- Kapitia Forster, 1956
- Khamiscar Platnick & Berniker, 2015
- Khamisia Saaristo & van Harten, 2006
- Khamisina Platnick & Berniker, 2015
- Khamisoides Platnick & Berniker, 2015
- Kijabe Berland, 1914
- Lionneta Benoit, 1979
- Longoonops Platnick & Dupérré, 2010
- Lucetia Dumitrescu & Georgescu, 1983
- Malagiella Ubick & Griswold, 2011
- Megabulbus Saaristo, 2007
- Megaoonops Saaristo, 2007
- Melchisedec Fannes, 2010
- Molotra Ubick & Griswold, 2011
- Neotrops Grismado & Ramírez, 2013
- Neoxyphinus Birabén, 1953
- Nephrochirus Simon, 1910
- Niarchos Platnick & Dupérré, 2010
- Noideattella Álvarez-Padilla, Ubick & Griswold, 2012
- Noonops Platnick & Berniker, 2013
- Oonopinus Simon, 1893
- Oonopoides Bryant, 1940
- Echte Zwergsechsaugen (Oonops) Templeton, 1835
- Rotbraune Zwergsechsaugen (Opopaea) Simon, 1891
- Orchestina Simon, 1882
- Ovobulbus Saaristo, 2007
- Paradysderina Platnick & Dupérré, 2011
- Patri Saaristo, 2001
- Pelicinus Simon, 1891
- Pescennina Simon, 1903
- Plectoptilus Simon, 1905
- Ponsoonops Bolzern, 2014
- Predatoroonops Brescovit, Rheims & Ott, 2012
- Prethopalpus Baehr, Harvey, Burger & Thoma, 2012
- Prida Saaristo, 2001
- Prodysderina Platnick, Dupérré, Berniker & Bonaldo, 2013
- Pseudodysderina Platnick, Berniker & Bonaldo, 2013
- Pseudoscaphiella Simon, 1907
- Puan Izquierdo, 2012
- Reductoonops Platnick & Berniker, 2014
- Scaphidysderina Platnick & Dupérré, 2011
- Scaphiella Simon, 1891
- Scaphioides Bryant, 1942
- Scaphios Platnick & Dupérré, 2010
- Semibulbus Saaristo, 2007
- Semidysderina Platnick & Dupérré, 2011
- Setayeshoonops Makhan & Ezzatpanah, 2011
- Sicariomorpha Ott & Harvey, 2015
- Silhouettella Benoit, 1979
- Simlops Bonaldo, Ott & Ruiz, 2014
- Simonoonops Harvey, 2002
- Socotroonops Saaristo & van Harten, 2002
- Spinestis Saaristo & Marusik, 2009
- Stenoonops Simon, 1891
- Sulsula Simon, 1882
- Pergamentspinnen (Tapinesthis) Simon, 1914
- Telchius Simon, 1893
- Termitoonops Benoit, 1964
- Tinadysderina Platnick, Berniker & Bonaldo, 2013
- Tolegnaro Álvarez-Padilla, Ubick & Griswold, 2012
- Toloonops Bolzern, Platnick & Berniker, 2015
- Honigspinnen (Triaeris) Simon, 1891
- Tridysderina Platnick, Berniker & Bonaldo, 2013
- Trilacuna Tong & Li, 2007
- Unicorn Platnick & Brescovit, 1995
- Varioonops Bolzern & Platnick, 2013
- Vientianea Tong & Li, 2013
- Volborattella Saucedo & Ubick, 2015
- Wanops Chamberlin & Ivie, 1938
- Xestaspis Simon, 1884
- Xiombarg Brignoli, 1979
- Xyccarph Brignoli, 1978
- Xyphinus Simon, 1893
- Yumates Chamberlin, 1924
- Zyngoonops Benoit, 1977